# 심불라크
심불라크(카자흐어: Şymbūlaq, 틀:Lang-cyrl), 일명 침불라크(러시아어: Чимбулак, 키르기스어: Чымбулак)는 카자흐스탄알마티 근처의 스키장이다. 중앙아시아에서 가장 큰 스키장이다. 해발 2,200 미터 (7,200 ft)의 자일리스키 알라타우 산맥 메데우 계곡 상부에 위치한다. 리조트 지역은 알마티 시에서 메데오 도로를 따라 남쪽으로 약 25 킬로미터 (16 mi) 떨어져 있다. 온화한 기후, 많은 맑은 날, 겨울 동안 (11월부터 5월까지) 풍부한 눈으로 인기가 많다.

## 역사
심불라크(일명 "침불라크")는 1940년대에 아마추어 스키어들에 의해 발견되었다. 얼마 지나지 않아 이곳은 소련 최초의 다운힐 코스가 되었다. 스키어들은 원래 산 정상까지 걸어 올라가야 했다(약 3시간 소요). 1954년에는 1,500미터 길이의 스키 견인줄이 건설되었다.
1961년부터 심불라크는 여러 소련 선수권 대회와 실버 에델바이스 스키 대회를 개최했다.
1983년에는 소련의 올림픽 스키 훈련 센터가 되었다. 이 기간 동안 레스토랑과 호텔을 포함한 다양한 편의 시설이 건설되었다.
1985년, 국제 스키 연맹(FIS)은 심불라크의 경기 조건을 철저히 연구한 후 세 개의 현지 트랙을 승인했다: 다운힐을 위한 심불라크-탈가르, 슬라롬과 자이언트 슬라롬을 위한 심불라크.
1995년에는 "심불라크" 알파인 스키 및 스노보드 학교가 문을 열었다. 이 학교는 국제 스키 강사 협회 (ISIA)의 회원이다.
연례 "아르티멘코" 상금 대회는 2011년부터 심불라크에서 개최되었다. 대회는 2월에 열린다. 알마티는 2011년 동계 아시안 게임을 개최했고, 2014년 동계 올림픽 유치를 신청했으며, 2018년 동계 올림픽 유치를 고려했지만 대신 2022년 동계 올림픽 유치를 신청하기로 결정했다. 심불라크는 알파인 스키 종목(스피드 및 기술)의 경기장이었으며, 후자에도 해당되었을 것이다.

## 스키장 정보

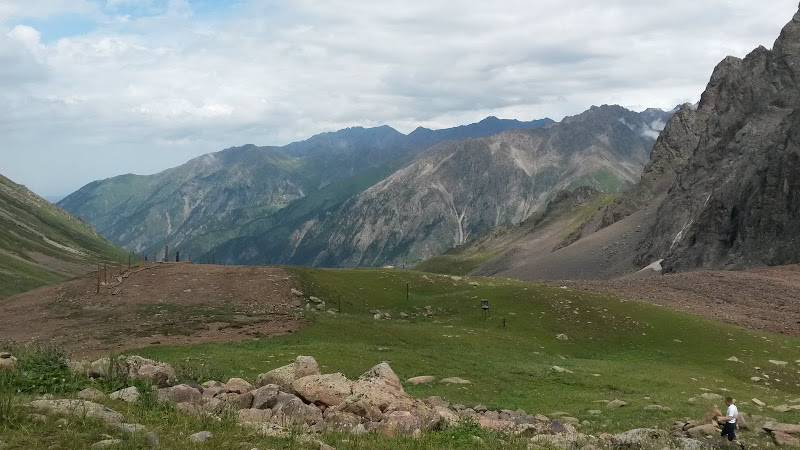
여름의 심불라크.

심불라크 스키 리조트는 알마티에서 25km 떨어진 자이일리이스키 알라타우 산맥의 메데우 계곡 상류에 위치하고 있다. 리조트는 메데우에서 곤돌라를 타고 갈 수 있다.
날씨는 여름에는 20 °C (68 °F)에서 겨울에는 −7 °C (19 °F)로 다양하며, 눈 바닥은 약 1.5 to 1.8 미터 (60–70 in)이다. 평균 강설량은 약 1.5m이다. 스키 시즌은 11월부터 4월까지이다.
스키 지역은 3000피트 이상의 수직 낙차 (920m)와 거의 7.5마일 (12km)의 스키 코스를 포함한다. 리조트에는 3개의 스키 리프트가 있으며, 가장 높은 리프트는 해발 3200m까지 올라간다. 이 고도에는 리조트 내 호텔도 있어 낮에 스키를 타고자 하는 사람들이 밤에 머물 수 있는 장소를 제공한다.
온화한 기후, 많은 맑은 날, 겨울 내내 (11월부터 5월까지) 풍부한 눈으로 인기가 많다.
리조트는 스키 및 스노보드 학교를 제공한다. 또한 심불라크 호텔 (4성급)과 스키판, 스노보드, 썰매 대여 시설도 있다.
3개의 스키 리프트가 있으며, 이들은 합쳐서 스키 리조트의 최고 지점인 탈가르 고개(해발 3,200 미터 [10,500 ft])에 도달한다. 리프트의 총 길이는 3,620 미터 (11,880 ft)이다. 이 리프트에는 3개의 정류장이 있다. 첫 번째는 인터섹션 정류장(해발 2,260 미터 [7,410 ft]) (9분 소요), 다음은 20번 기둥 정류장(해발 2,630 미터 [8,630 ft]) (16.5분 소요), 그리고 탈가르 고개 정류장(해발 3,200 미터 [10,500 ft])이다. 스노보드 팬들을 위한 스노우 파크도 있다.
2021년 11월, 심불라크 스키 리조트는 탈가르 패스에서 야간 스키 코스 개장식을 가졌다.

## 갤러리

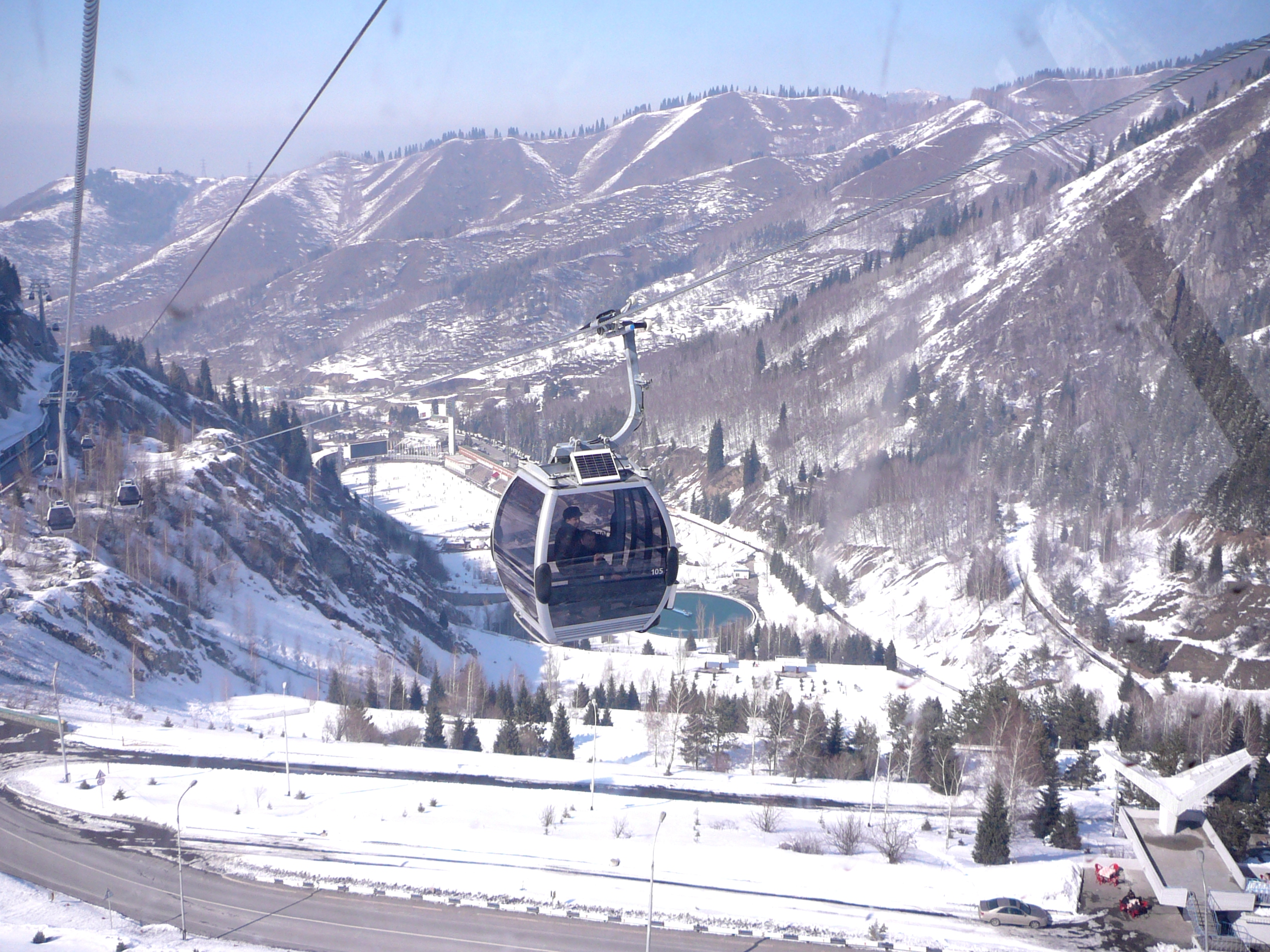
새로운 메데우-심불라크 곤돌라 라인. 8인승 캐빈
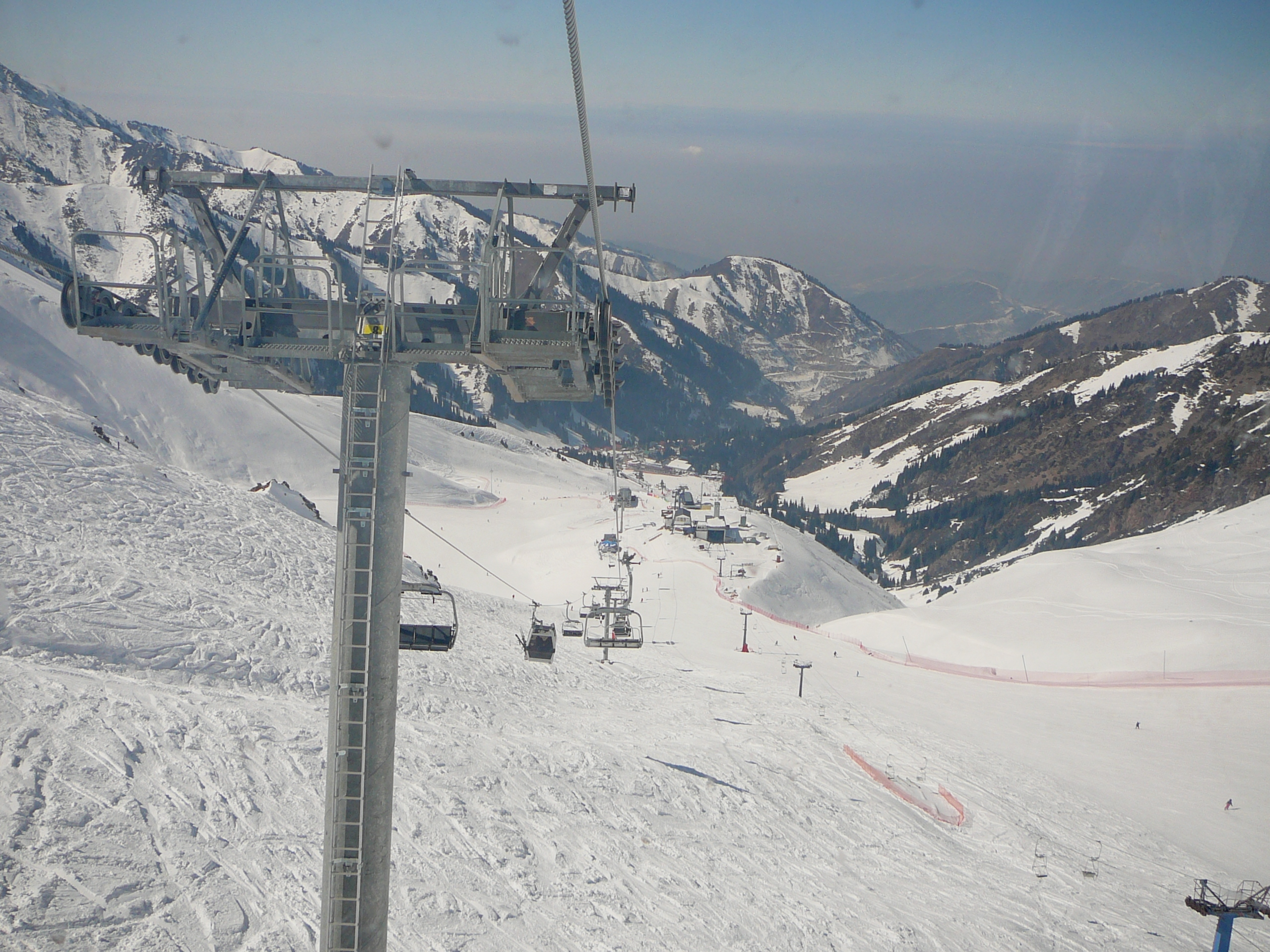
침불라크 리조트 스키 트랙의 케이블카 캐빈에서 본 전경
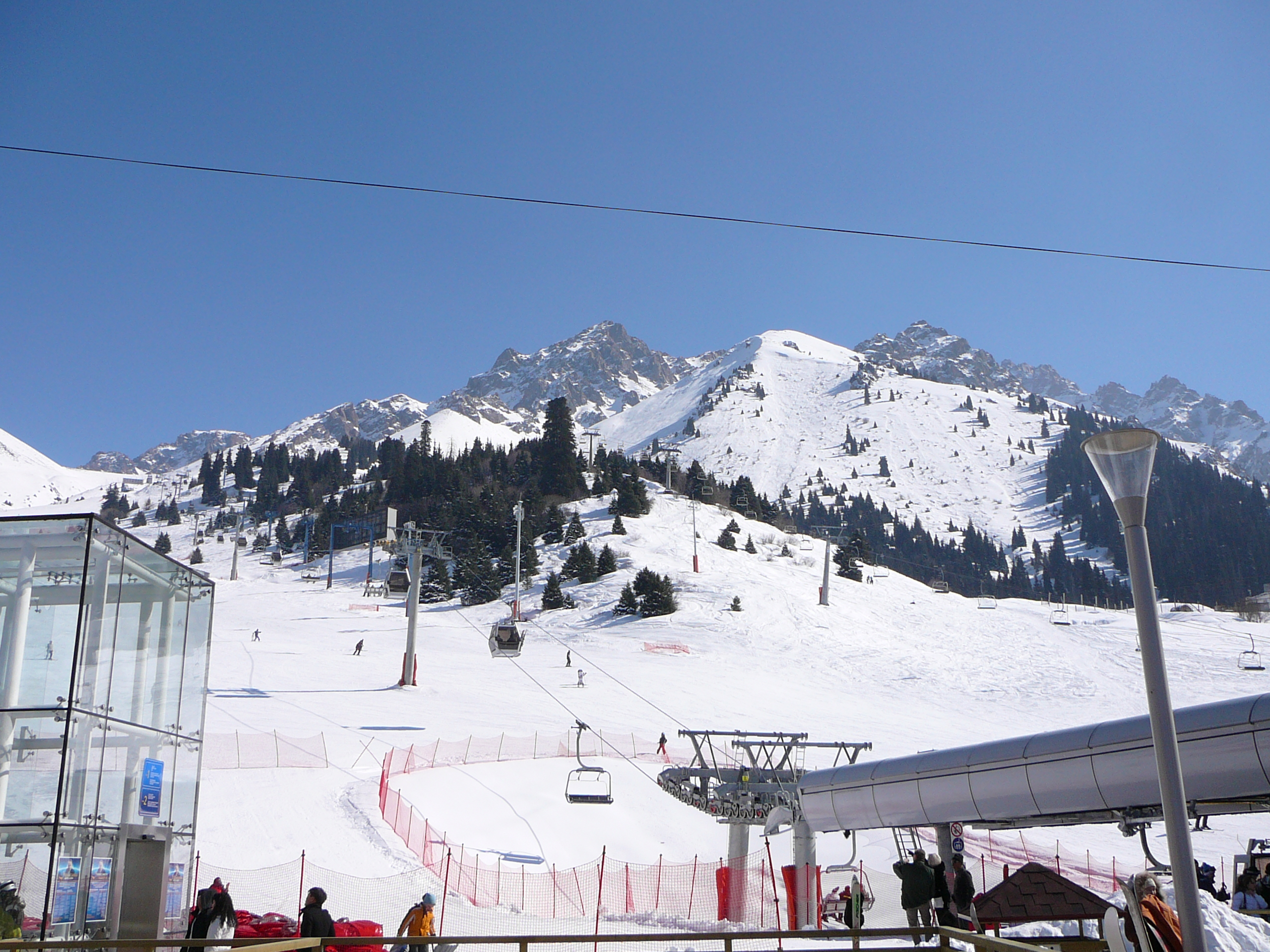
케이블카 역에서 본 산의 풍경
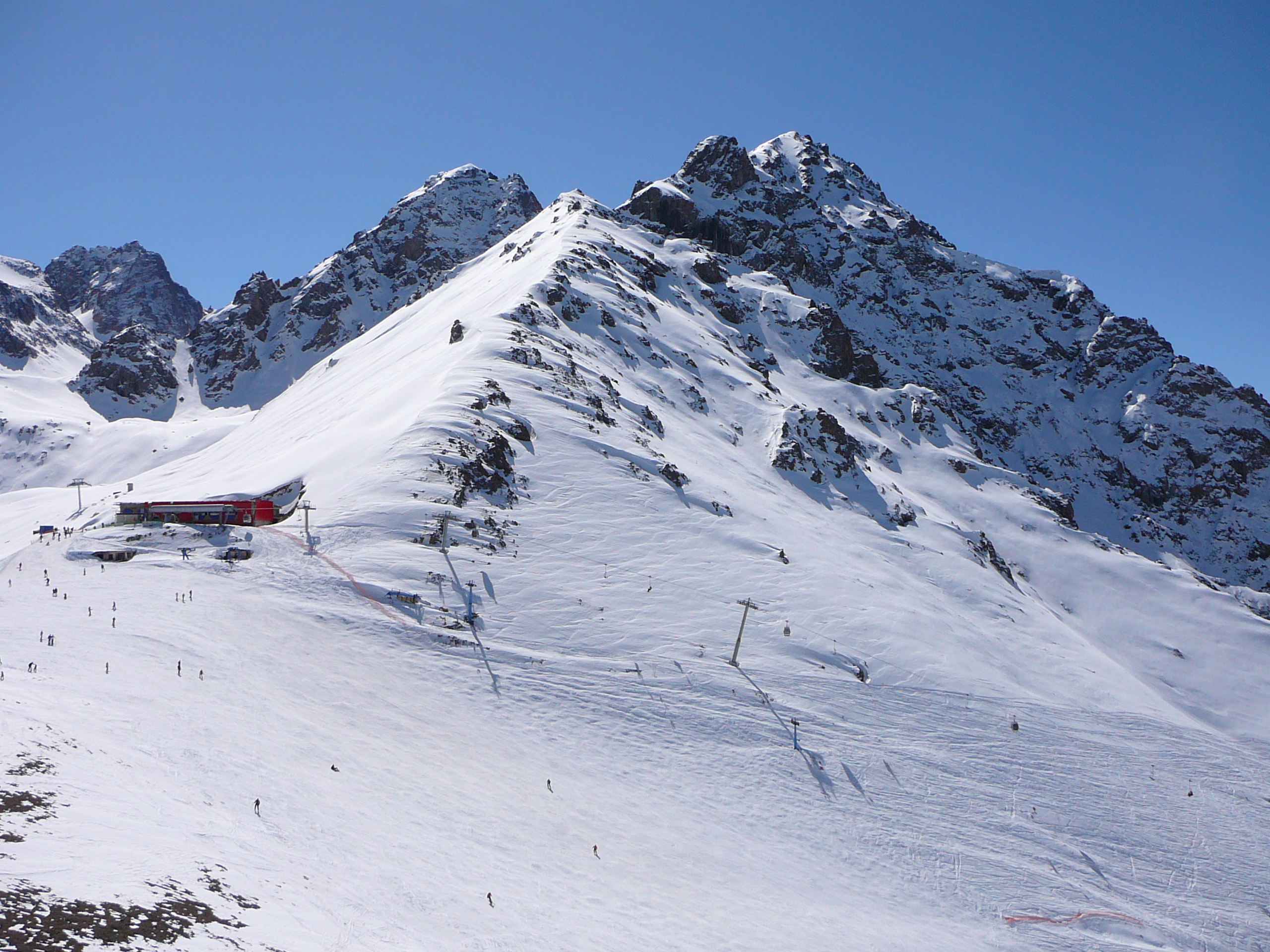
탈가르 패스에 있는 심불라크 스키 리조트의 최고 지점
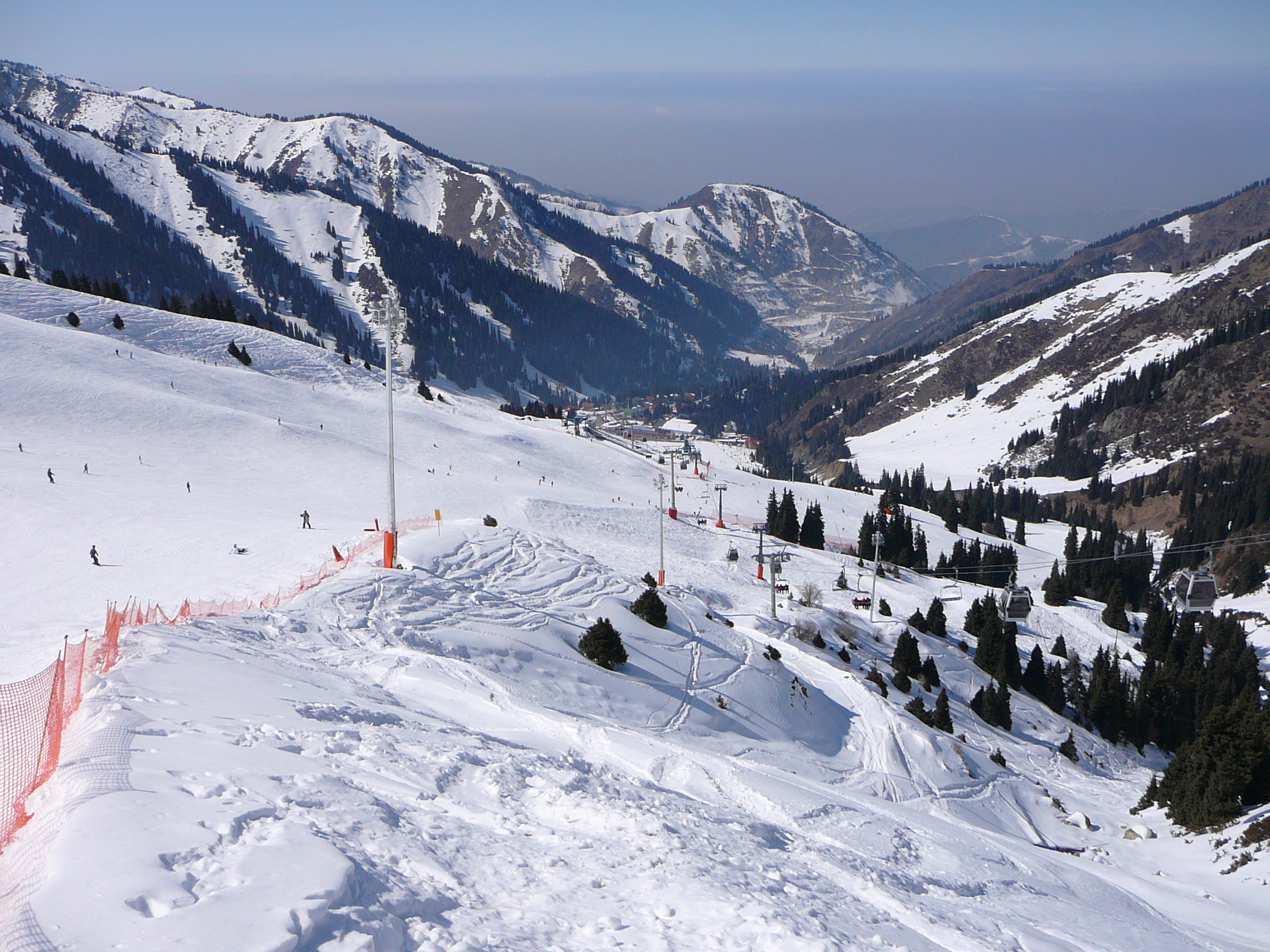
오픈 캐빈에서 스키 슬로프를 본 전경
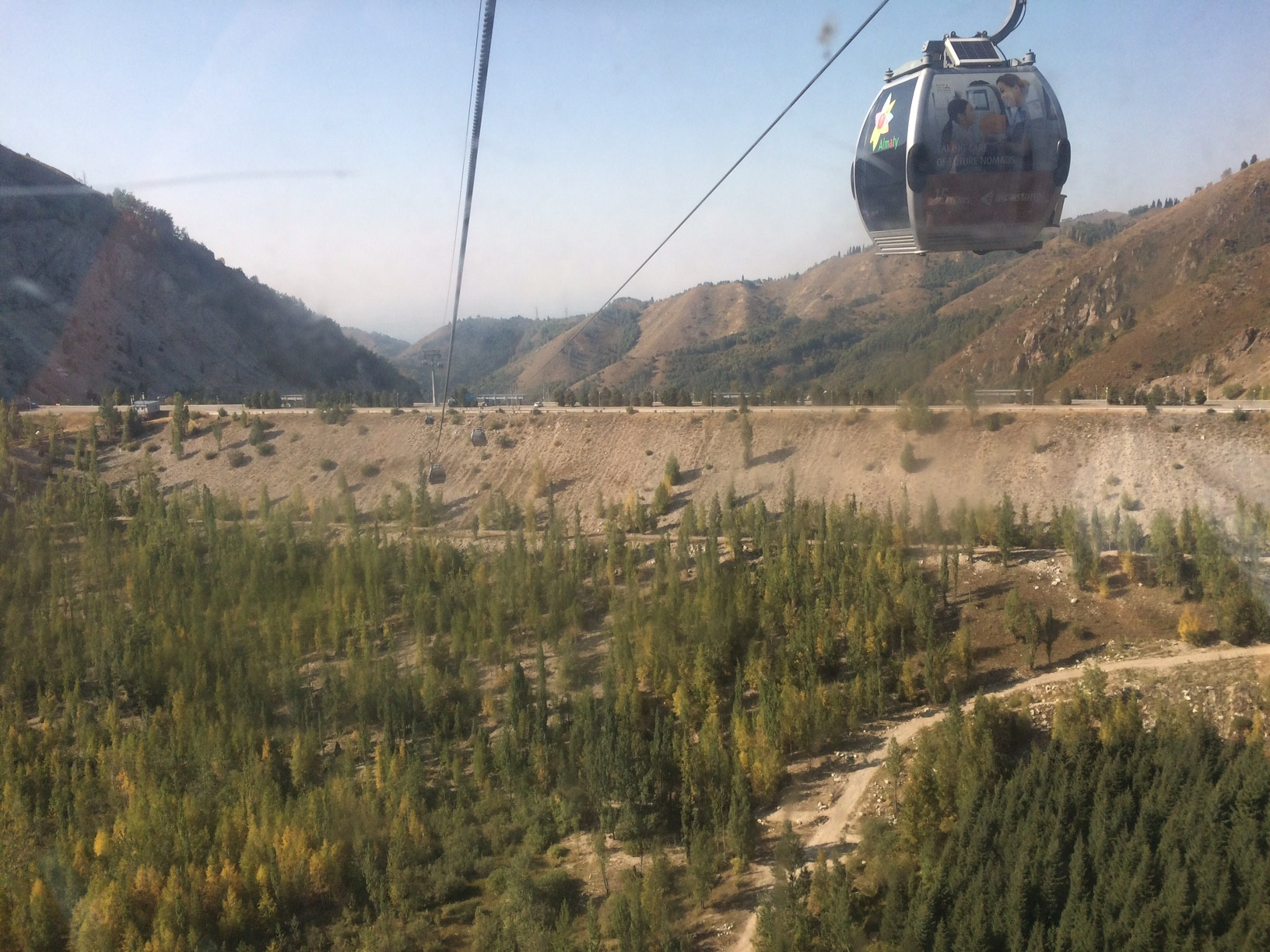
메데우 산사태 방지 댐 위를 지나는 케이블카
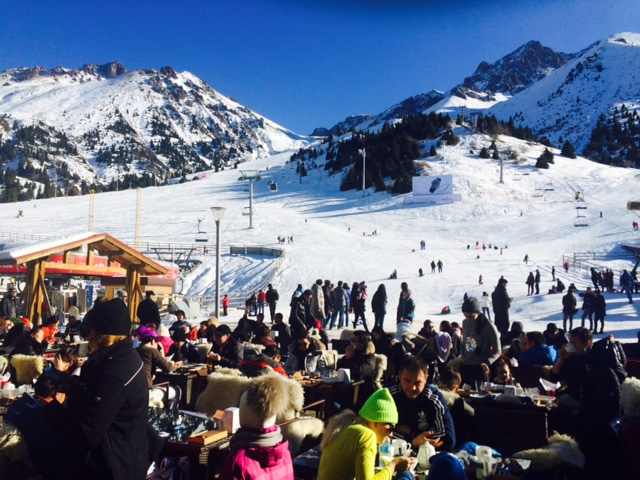
심불라크
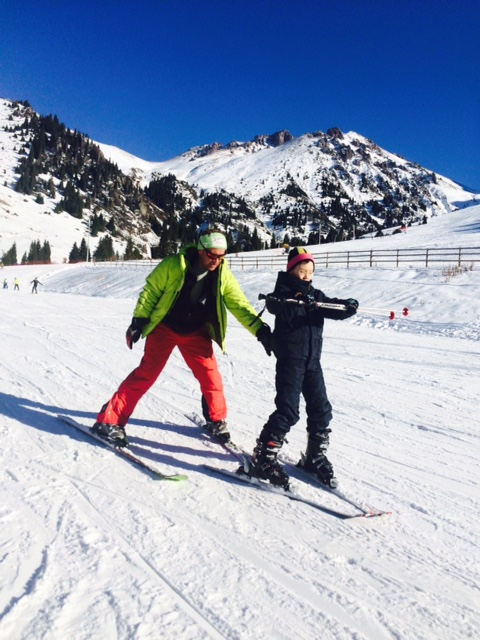
심불라크 강사
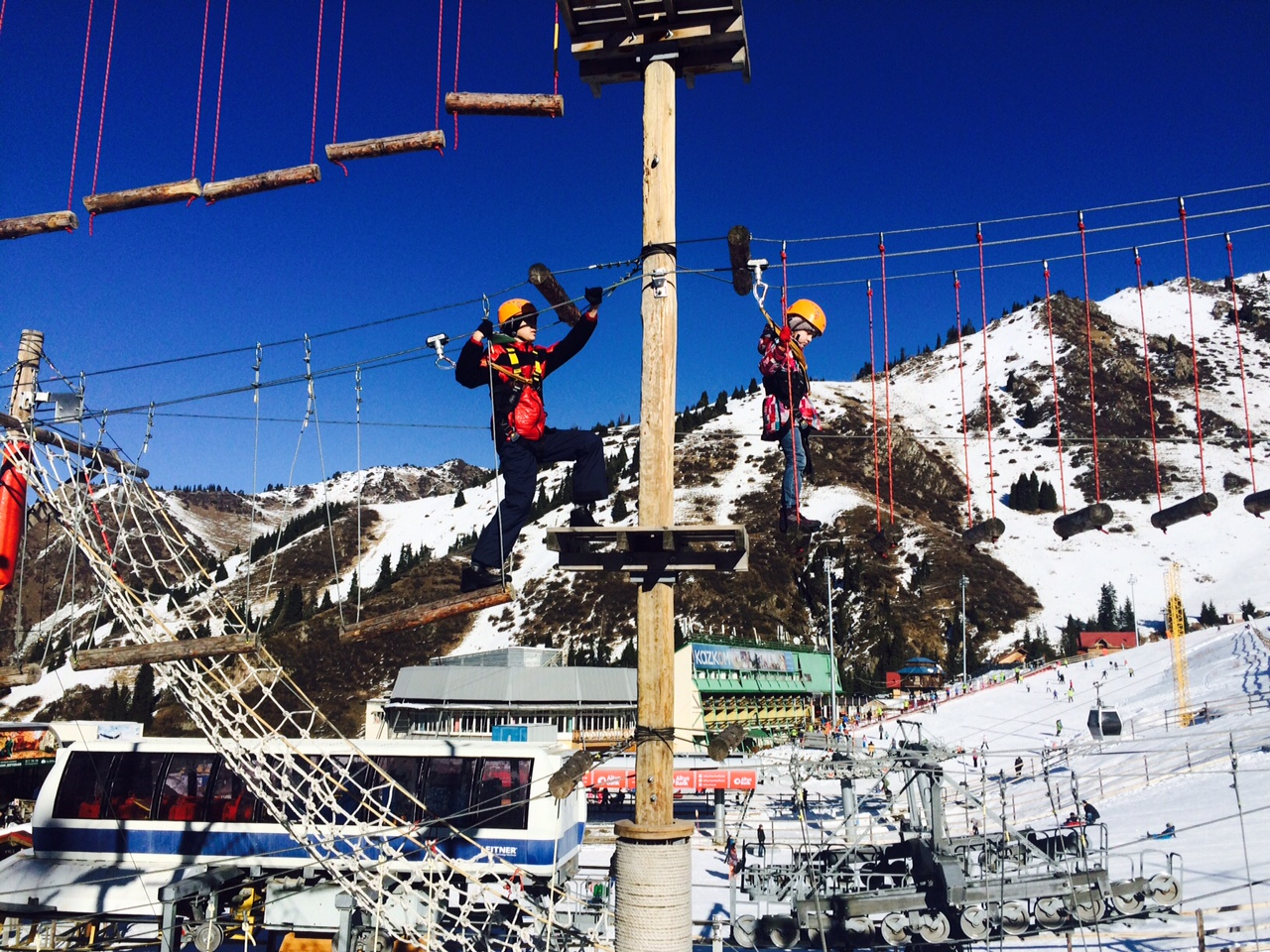
로프 파크
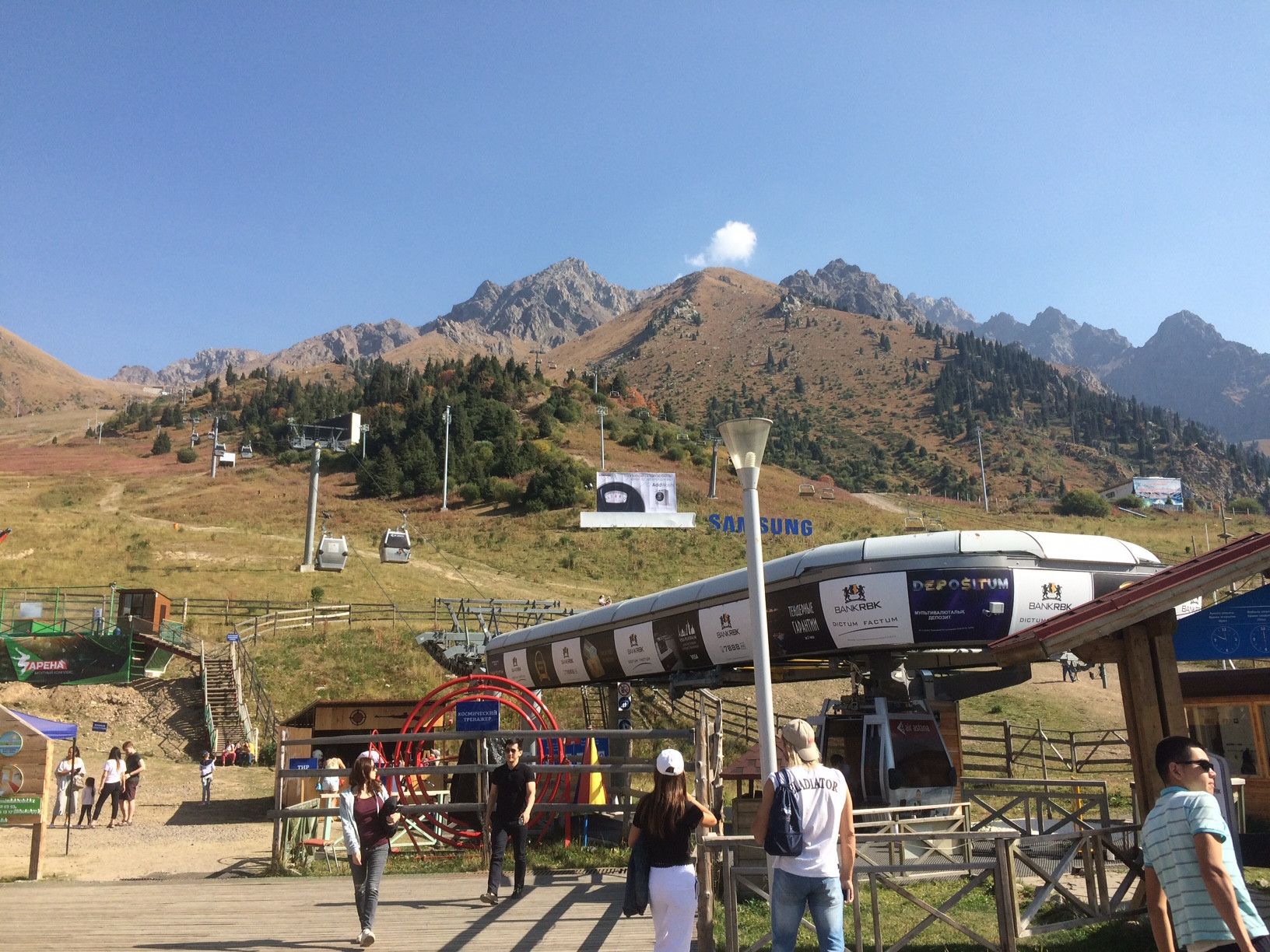
여름에 침불라크(2260m)에서 탈가르 고개(3200m)까지 가는 곤돌라 도로
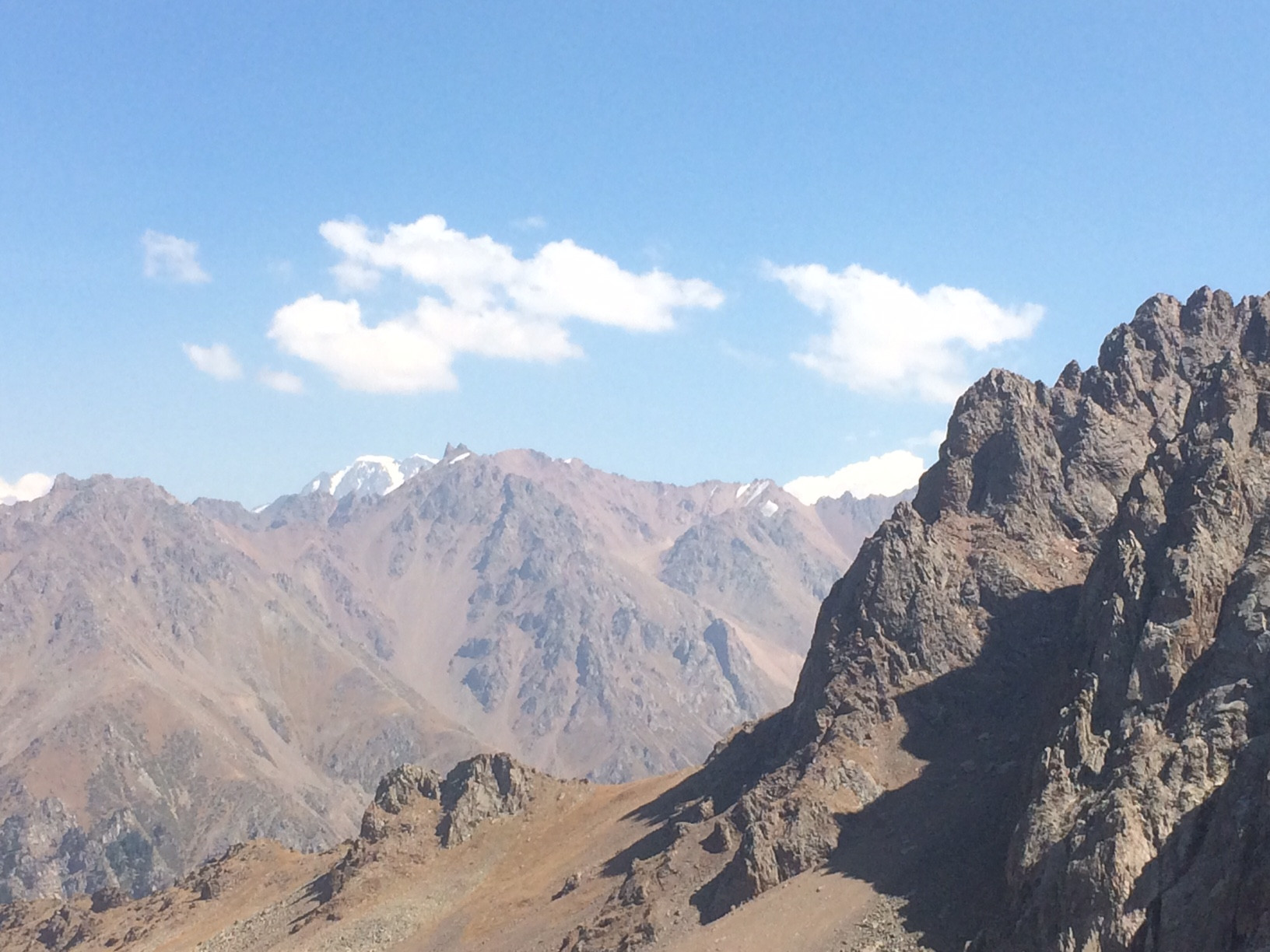
여름에 탈가르 고개에서 탈가르 봉우리(4979m)를 본 전경
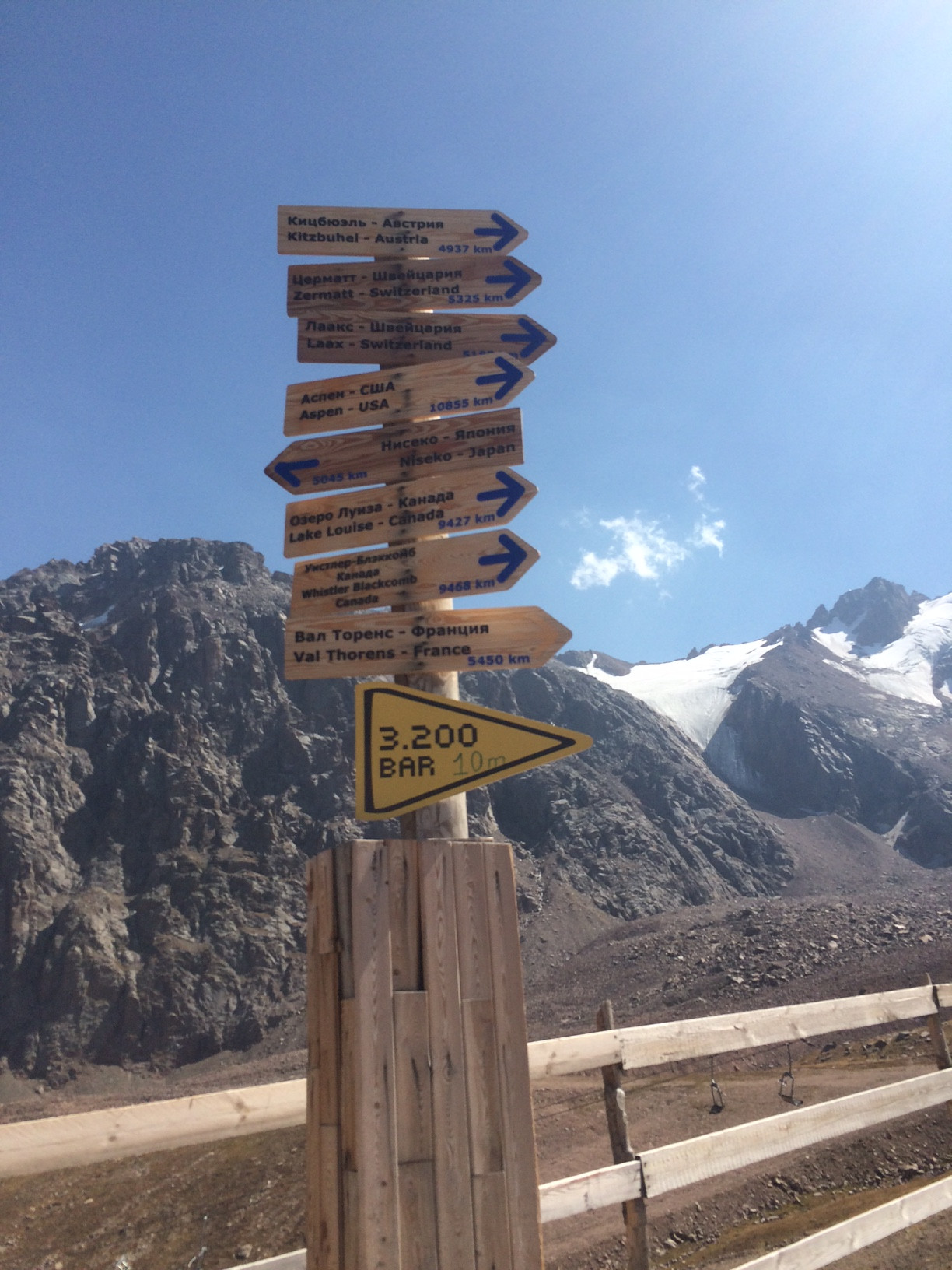
탈가르스키 고개의 방향 표지판 기둥
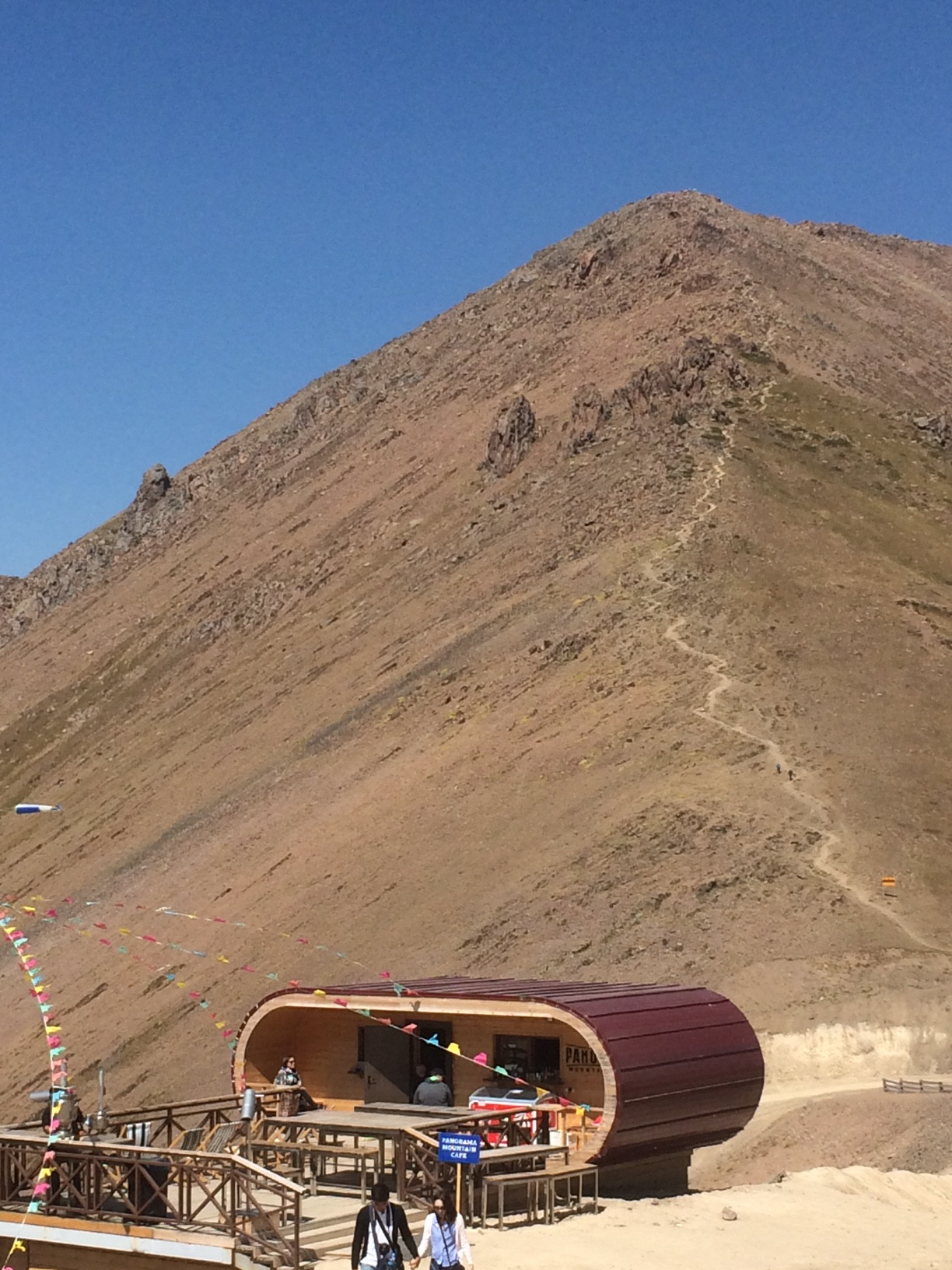
탈가르 고개에서 본 심불라크 봉우리 전경

## 같이 보기
- Shymbulak on Wikimapia
- 아시아의 스키장 및 리조트 목록